# Sturnira luisi
Sturnira luisi (Davis, 1980) è un pipistrello della famiglia dei Fillostomidi diffuso in America centrale e meridionale.

## Descrizione

### Dimensioni
Pipistrello di piccole dimensioni, con la lunghezza della testa e del corpo tra 67 e 74 mm, la lunghezza dell'avambraccio tra 41 e 45 mm, la lunghezza del piede tra 15 e 19 mm, la lunghezza delle orecchie tra 14 e 19 mm e un peso fino a 25 g.

### Aspetto
La pelliccia è lunga, densa e vellutata. Le parti dorsali sono bruno-grigiastre scure, talvolta bruno-arancioni, mentre le parti ventrali sono bruno-grigiastre chiare. Sono presenti dei ciuffi di lunghi peli arancioni o rossi intorno a delle ghiandole situate su ogni spalla. Il muso è corto e largo. La foglia nasale è ben sviluppata e lanceolata, con la porzione anteriore saldata al labbro superiore. Le orecchie sono corte, triangolari, con l'estremità arrotondata ed ampiamente separate. Il trago è corto ed affusolato. Le ali sono attaccate posteriormente sulle caviglie. I piedi sono cosparsi di peli. È privo di coda, mentre l'uropatagio è ridotto ad una frangia di peli lungo la parte interna degli arti inferiori. Il calcar è rudimentale.

## Biologia

### Alimentazione
Si nutre di frutta.

## Distribuzione e habitat
Questa specie è diffusa dal Nicaragua sud-orientale, Panama e Costa Rica orientali, Colombia ed Ecuador occidentali fino al Perù nord-occidentale.
Vive nelle foreste sempreverdi fino a 700 metri di altitudine.

## Conservazione
La IUCN Red List, considerato il vasto areale e la popolazione presumibilmente numerosa, classifica S.luisi come specie a rischio minimo (Least Concern)).